# جوایز موسیقی سئول
جوایز موسیقی سئول (انگلیسی: Seoul Music Awards) یک مراسم بزرگ اهدای جوایز است که در سال ۱۹۹۰ تأسیس شد و هر ساله توسط اسپورتس سئول برای دستاوردهای برجسته صنعت موسیقی در کره جنوبی برگزار می‌شود.
برندگان از بین خوانندگانی انتخاب می‌شوند که در طول سال آلبوم منتشر کرده‌اند، که همراه با با ۳۰ درصد رای موبایل، ۴۰ درصد بارگیری دیجیتالی و فروش آلبوم، و ۳۰ درصد امتیازات داوران است.